# Międzyrzec Podlaski
Międzyrzec Podlaski is een stad in het Poolse woiwodschap Lublin, gelegen in de powiat Bialski. De oppervlakte bedraagt 19,75 km², het inwonertal 17.283 (2005). 

## Geschiedenis
Międzyrzec Podlaski werd als stad erkend in het jaar 1477. Sinds de zestiende eeuw heeft het een grote Joodse gemeenschap gewoond. In 1795, werd de stad bezet door Oostenrijk en maakte van 1809 tot 1815 deel uit van het Hertogdom Warschau. In 1815 werd de stad bij het Congres-Polen gevoegd. In 1867 kreeg Międzyrzec een station aan de Poolse spoorweg.
Aan het einde van de jaren dertig van de 20e eeuw was een derde van de bevolking, ongeveer 12.000 mensen, van joodse afkomst. In 1939 viel de Sovjet-Unie Polen binnen en bezette de stad in september. Begin oktober droeg het Rode leger de stad over aan Duitsland ten gevolge van het Molotov-Ribbentroppact waarbij Polen tussen de twee staten verdeeld werd. Na de overgave, verlieten ongeveer 2.000 joden de stad de stad en trokken naar de door de Sovjets bezette streek. De Duitsers richtten een transfer-getto op in de stad waar maximaal 20.000 gevangenen gevestigd werden.
Op 17 juli 1943 werd het getto leeggeruimd toen de laatste 160 tot 200 inwoners werden doodgeschoten. Hierop verklaarden de Duitsers de stad officieel vrij van Joden. Minder dan 1% van de Joodse bevolking van de stad overleefden de Duitse bezetting.

## Bezienswaardigheden
Bezienswaardigheden in de stad zijn de 15e-eeuwse markt en de Sint Nicolaas kerk uit 1477.
Het lokale ziekenhuis werd gebouwd tussen 1846 en 1950 en het spoorwegstation is uit 1867.

## Economie
Van de beroepsbevolking van ongeveer 4.900 mensen werkt circa 36% in de industrie, 19% in de handel en 11% in het onderwijs. Het werkloosheidscijfer in de stad was 22% in oktober 2005.

## Foto's

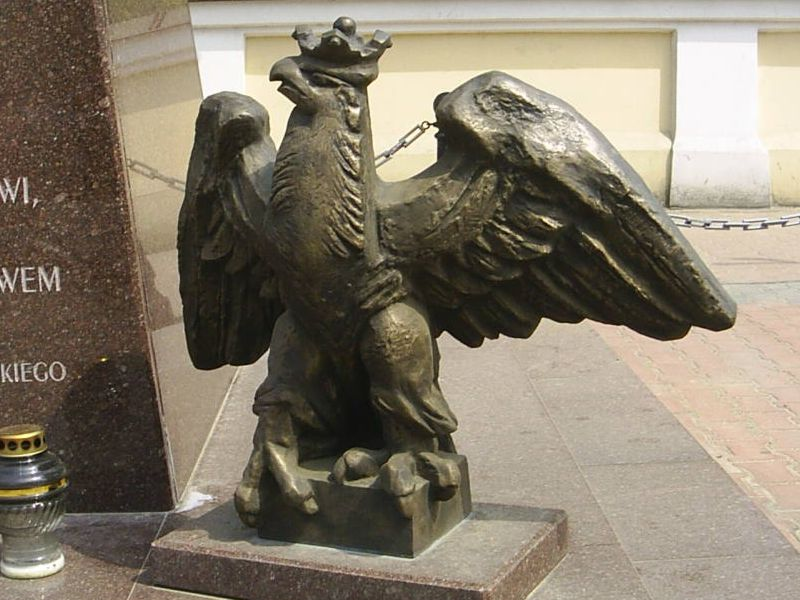
Adelaar van Stefan Wyszyński-monument
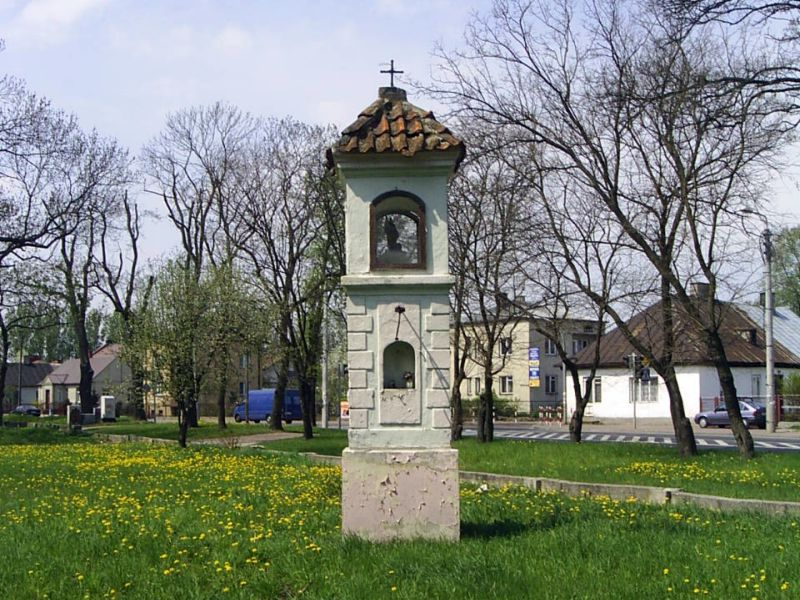
Oude kapel
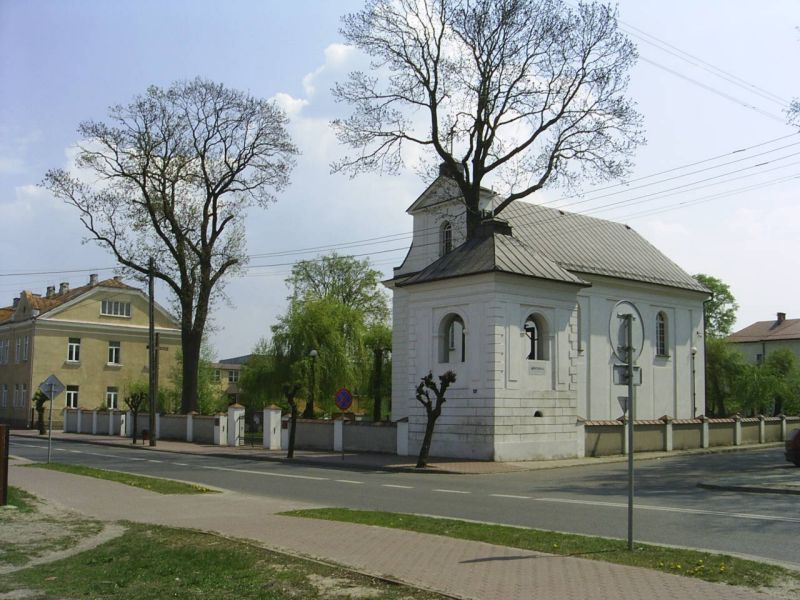
St. Peter en St. Paul kerk